# Park Schönbusch

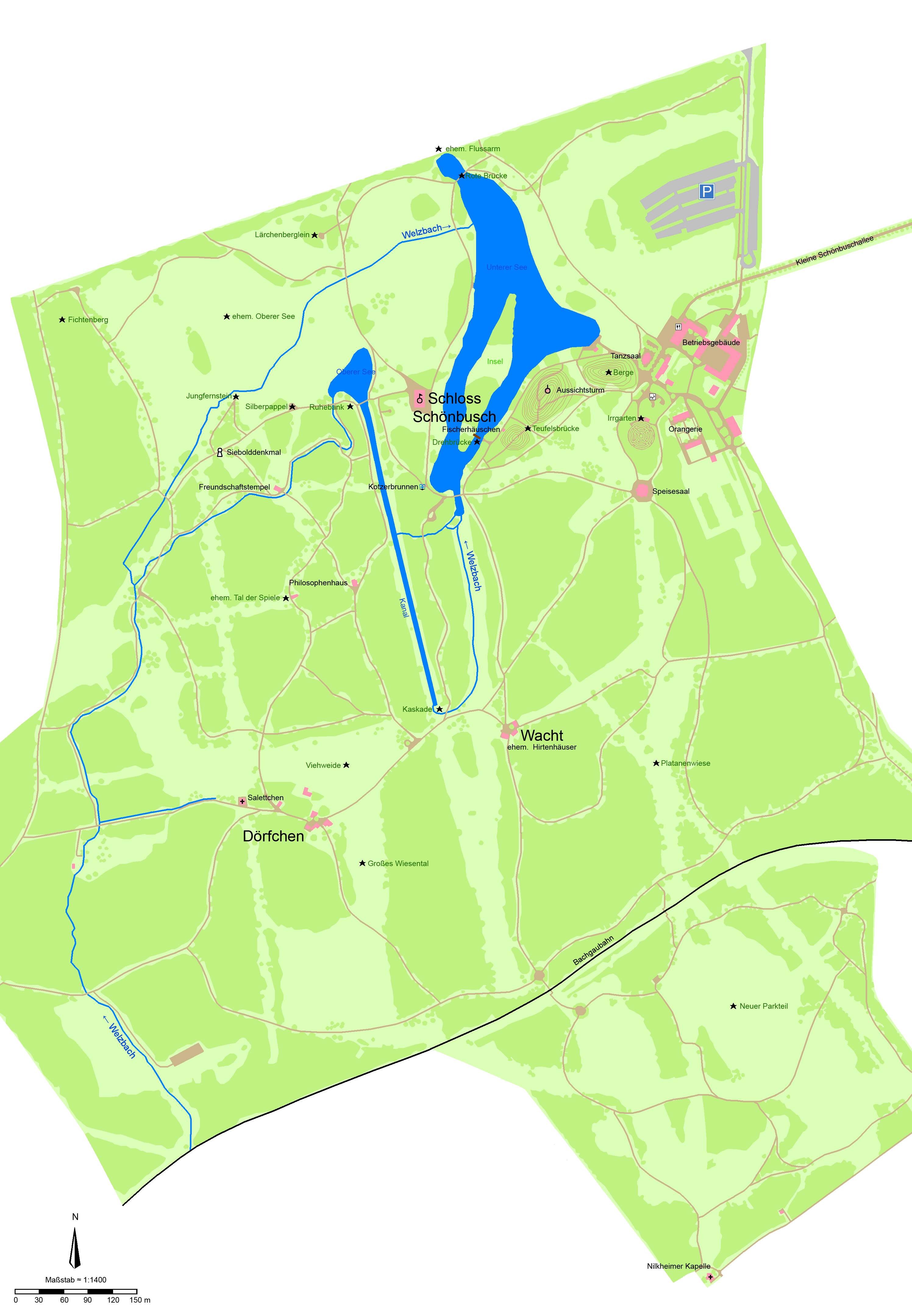
Karte des Parks Schönbusch

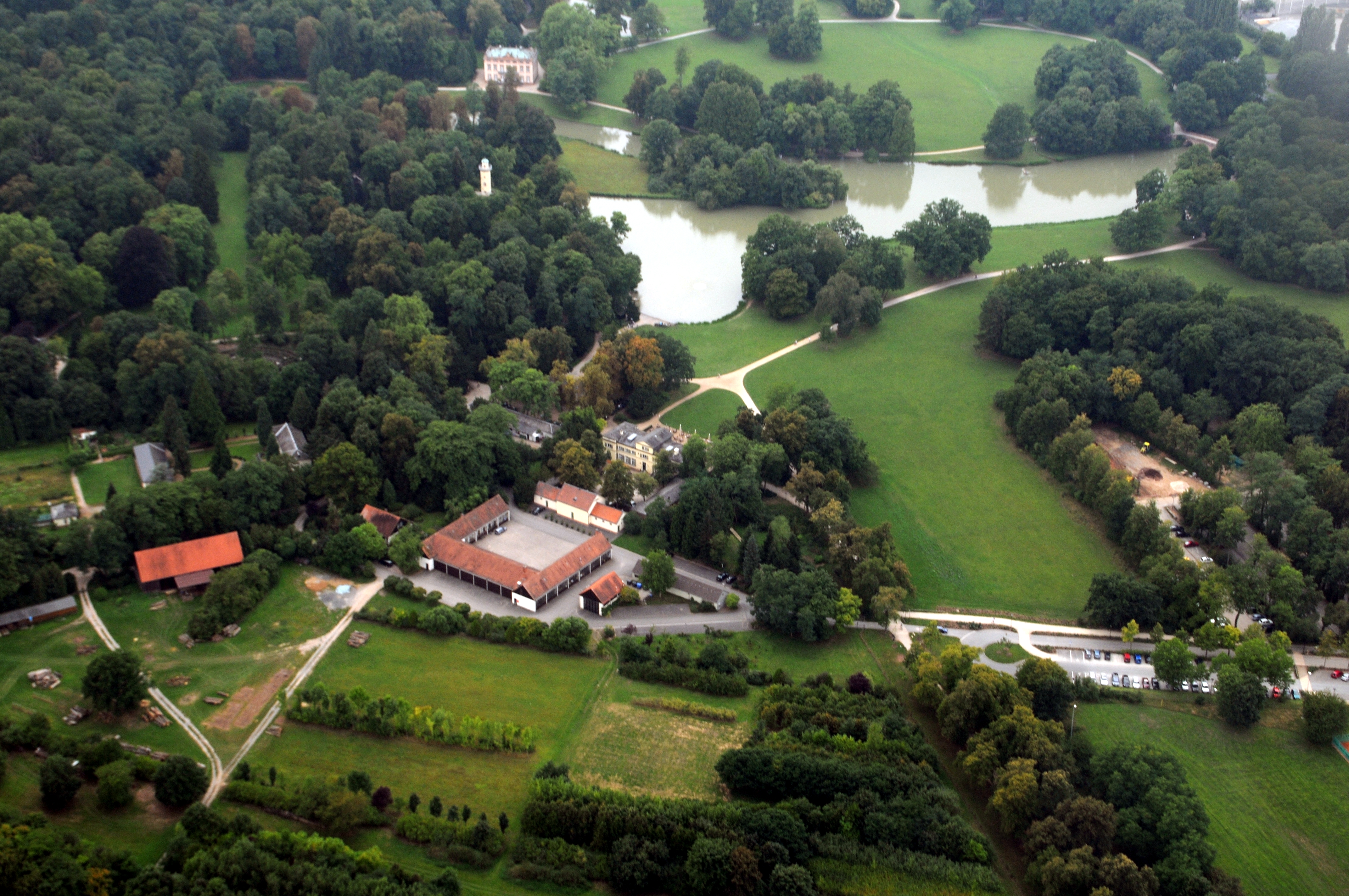
Luftbildaufnahme des nördlichen Teils von Park Schönbusch (2008)

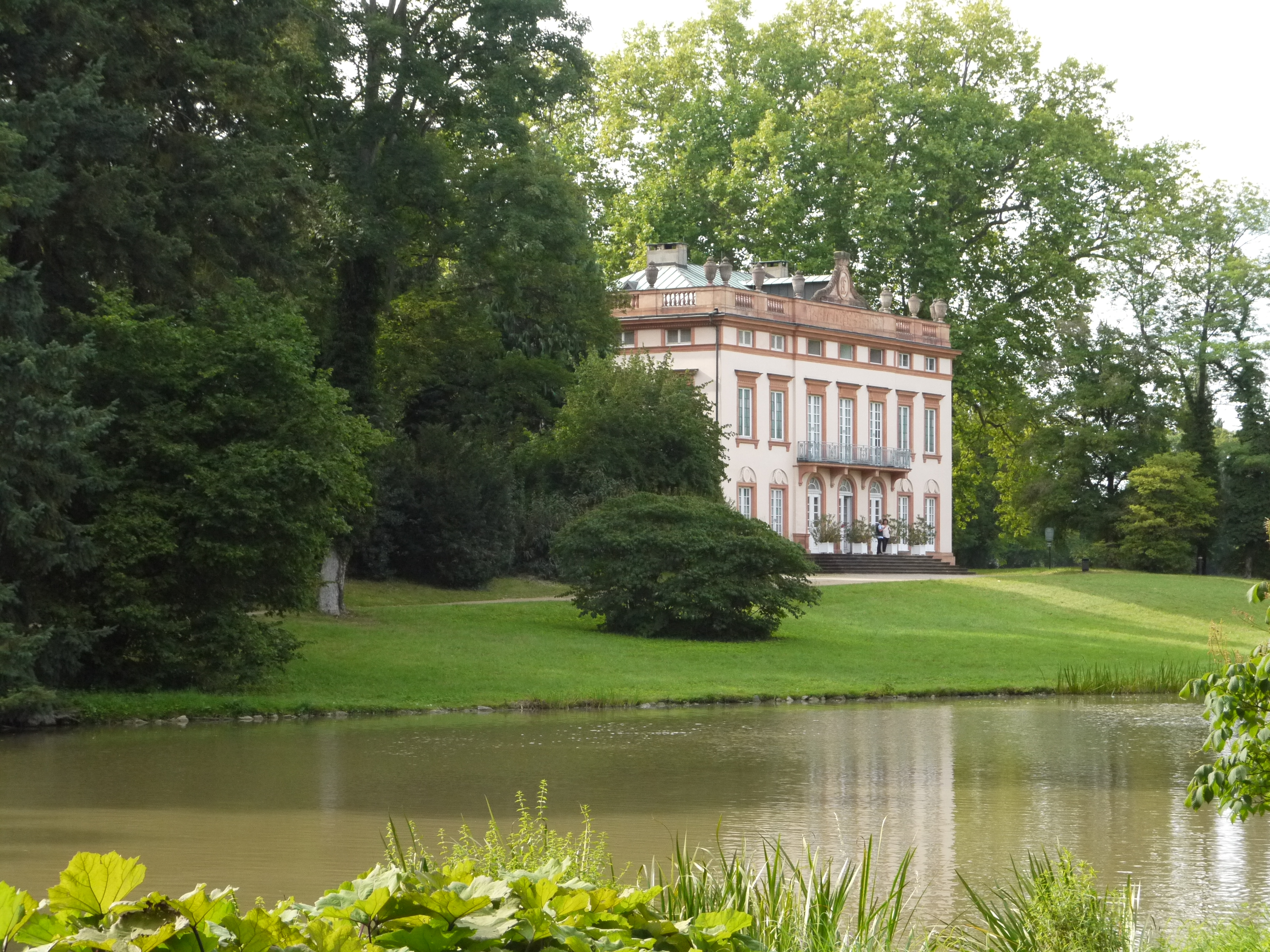
Das Schlösschen Schönbusch

Der Park Schönbusch, auch Schöner Busch oder französisch Bois-Joli genannt, liegt im Mainbogen gegenüber dem Schloss Johannisburg in Aschaffenburg und zählt zu den ältesten und größten im Stil des englischen Landschaftsgartens ausgeführten Parks Deutschlands. Er ist heute ein wichtiges Naherholungsgebiet.

## Lage
Der etwa 160 Hektar umfassende Park liegt etwa drei Kilometer westlich der Aschaffenburger Innenstadt. Er gehört zum Stadtteil Nilkheim; im Norden grenzt er an die Bundesstraße 26 und damit an den Stadtteil Leider; im Westen an das Gebiet des Marktes Stockstadt am Main.

## Geschichte

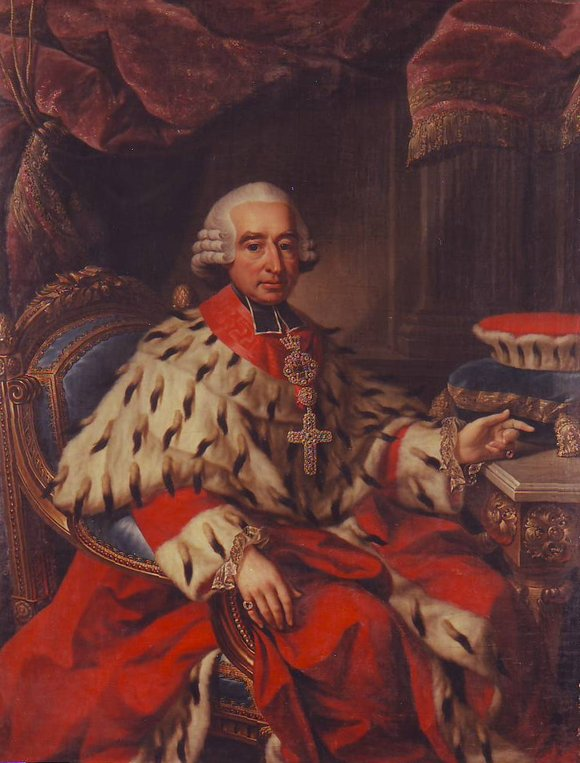
Friedrich Carl Joseph von Erthal, Erzbischof und Kurfürst von Mainz

Ab 1775 ließ Friedrich Karl Joseph von Erthal als Kurfürst und Mainzer Erzbischof in der Nähe seiner Nebenresidenz Aschaffenburg, wo er sich vorwiegend im Sommer aufhielt, einen Lustgarten anlegen. Ausgangspunkt dafür war das als Kurfürstliche Fasanerie und zur Jagd genutzte  Nilkheimer Wäldchen.
Ideengeber für die ältesten Gestaltungselemente war der kurmainzische Staats- und Konferenzminister Wilhelm Friedrich von Sickingen (1729–1818). Der Architekt und Ingenieur im Offiziersrang Emanuel Joseph von Herigoyen (1746–1817) begann ab 1775 damit, die Planungen umzusetzen. Die Vorstellungen orientierten sich ursprünglich am Ideal des jardin anglais-chinois; so entstanden unter anderem auch spannungsvolle Landschaftselemente wie die Kaskade und sogar dramatische Parkstaffagen wie die Teufelsbrücke (1788).
Die landschaftsgärtnerische Umsetzung des damals auf dem Kontinent noch wenig bekannten englischen Stils wollte anfangs allerdings nicht so recht gelingen. 1783 wurde schließlich der Schwetzinger Hofgärtner Friedrich Ludwig Sckell mit der Parkgestaltung beauftragt. Vor allem von Sckell legte den Grund für die über 200-jährige Entwicklung, als deren Ergebnis das heutige Erscheinungsbild des Parks zu betrachten ist. Die Parkanlage wurde von Beginn an als Volksgarten der Öffentlichkeit zugänglich gemacht. Vom Übergang des überwiegenden Teils des alten Mainzer Oberstiftes an die Krone Bayern, 1814, gehörte der Schöne Busch bis zum Ende der Monarchie, 1918, zu den königlichen Hofgärten. Heute wird er von der Bayerischen Verwaltung der staatlichen Schlösser, Gärten und Seen verwaltet.
Im Rahmen der Schlacht um Aschaffenburg kam es in der Karwoche zu Gefechten im Park. Dort befanden sich Verteidigungsanlagen der Wetterau-Main-Tauber-Stellung.

## Landschaftliche Gestaltung

### Wälder und Wiesentäler

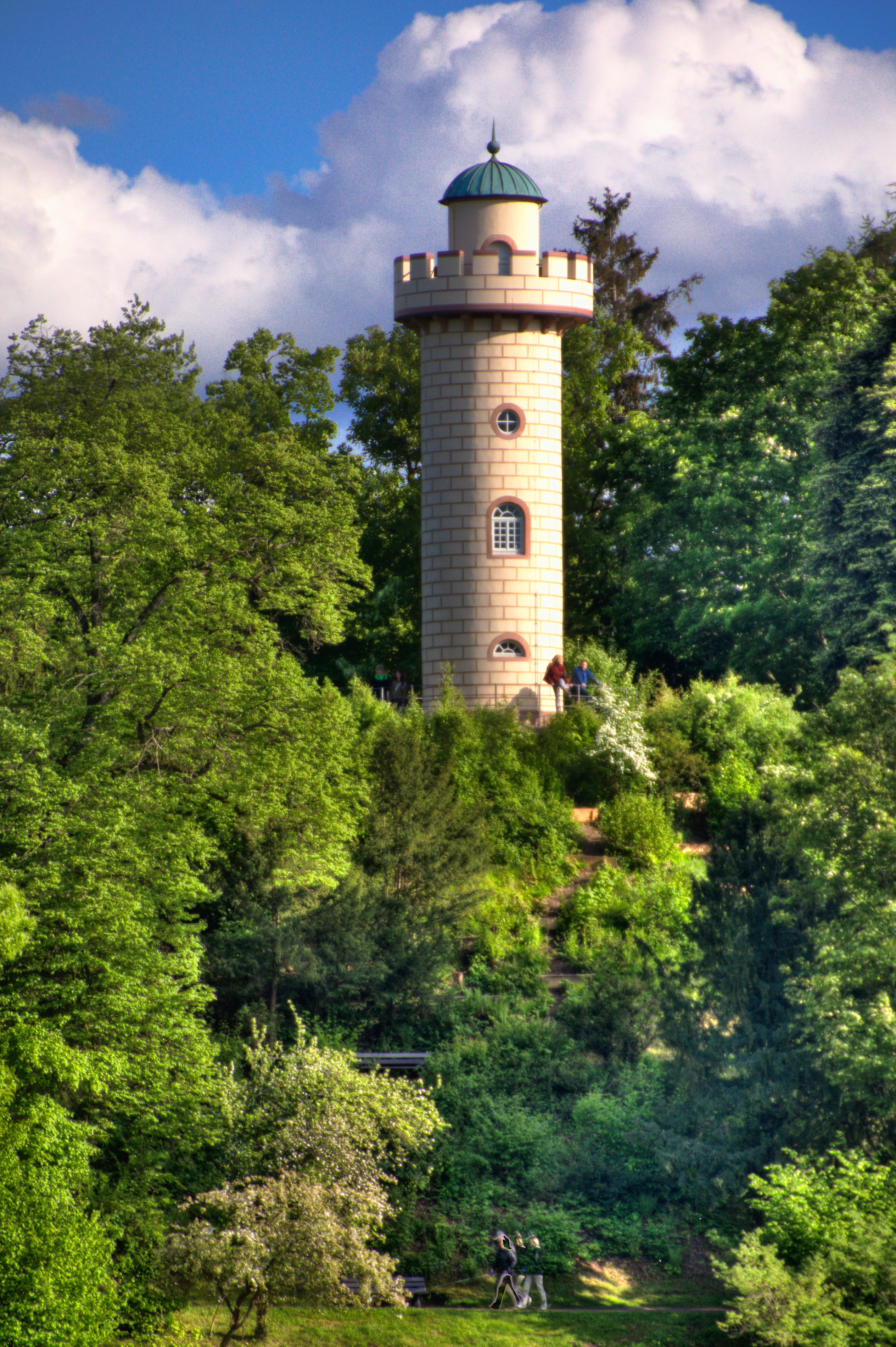
Aussichtsturm

Der Schönbusch ist eine von großflächigen Wiesen und breiten Wiesentälern durchzogene Wald- und Seenlandschaft. Ein über 20 km langes Netz unregelmäßig geschlängelter Spazierwege bietet Ausblicke von Hügeln und durch Waldschneisen. Vor den im Voranschreiten sich wandelnden Landschaftskulissen sind kleinere Staffagebauten und das weiße Schlösschen gekonnt ins Bild gesetzt. Das Ganze erzeugt gerade soviel heitere und düstere Szenen, soviel Wechsel und Verweilen, wie man Zeit und Lust hat, in diesem Park umherzugehen. Krumm gewachsene alten Bäume stehen an den Waldrändern und am Wegrand mal weiter vorne, mal etwas zurück, als wären sie von sich aus dort gewachsen. Ähnliche Landschaftsbilder hat Sckell im Englischen Garten in München geschaffen.
Unter dem letzten Mainzer Erzbischof und Kurfürsten Friedrich Carl Joseph von Erthal wurden drei ehemals dunkle, enge und schnurgerade Jagdschneisen der vormaligen Fasanerie aufgeweitet und mit unregelmäßig vor- und zurückschwingenden Baumrändern versehen: die Grüne Allee mit dem Salettchen, das Große Wiesental mit Blick auf den See und die Platanenwiese mit dem Speisesaal und der Kilianskapelle als Blickpunkte. Ganz zu Beginn der Umgestaltung kam eine vierte Schneise hinzu: Die schnurgerade Kanalachse mit dem Zierkanal, der als Relikt barocker Gartenkunst in die Gestaltung einbezogen wurde, wie auch die kleineren Schneisen und Durchblicke. Die Anordnung und Ausrichtung der Durchblickszonen folgt gänzlich anderen Grundsätzen als das scheinbar willkürlich geknüpfte Wegenetz, von dem allgemein nur gesagt werden kann, dass es so etwas wie einen Gürtelweg gibt, der den Park an seinen Rändern innen umrundet. Das Verschneiden des Wegenetzes mit dem Sichtschneisen- und dem weiter unten beschriebenen Gewässersystem schafft ungezählte malerische Szenerien, erzeugt Landschaftsbilder und inszeniert Bauwerke, die, zunächst noch verborgen, schließlich doch aufscheinen aber auch Orte, die – nur dem Auge erreichbar – unzugänglich bleiben.

### Wasser und Berge

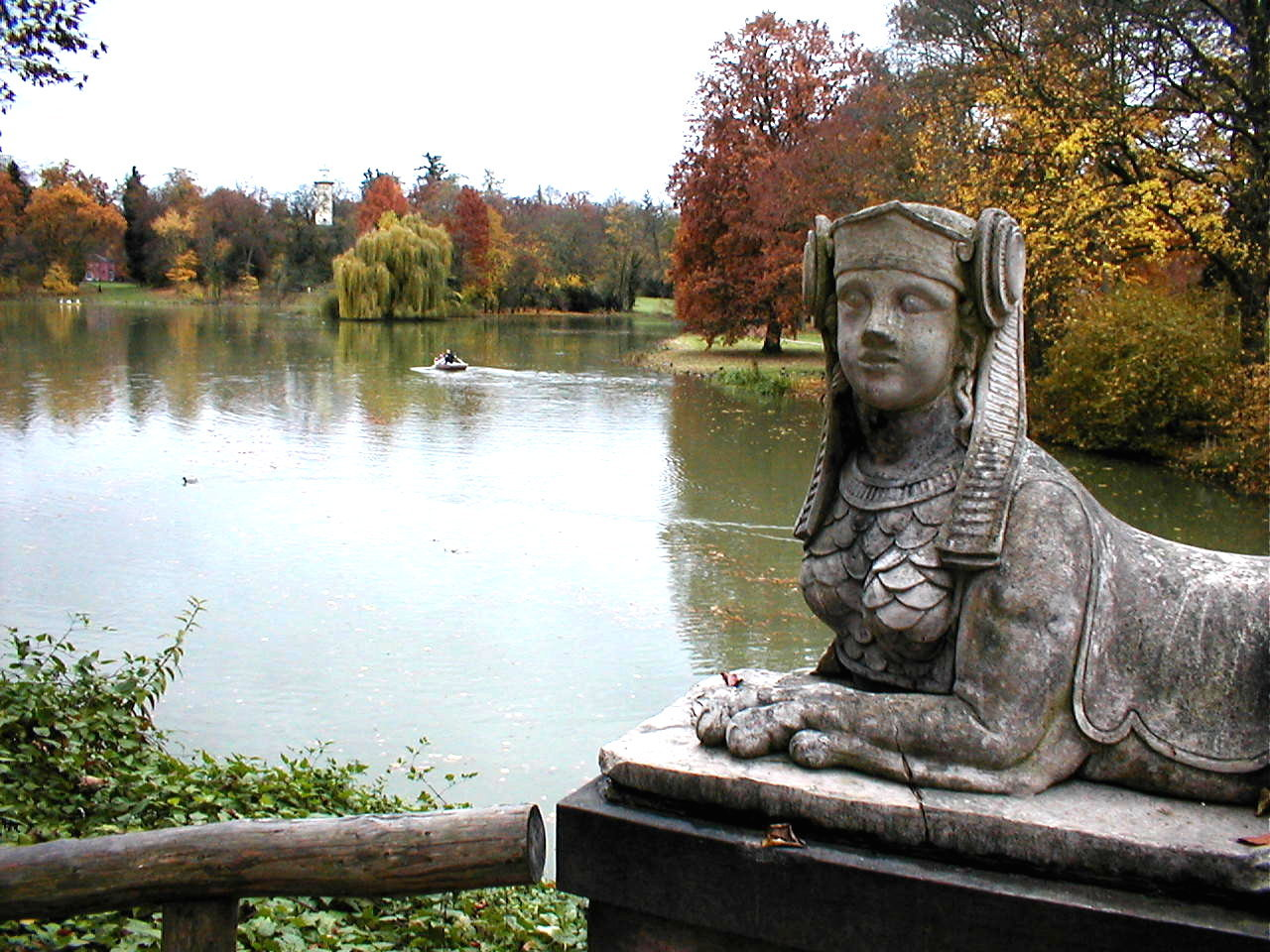
Sphinx-Statue auf der Roten Brücke

Die Parklandschaft weitet sich mit der Wasserfläche des Unteren Sees (3 ha). Der umschließt ein Inselchen, das einmal über eine kleine Drehbrücke (1802) erreichbar war. Von einem zweiten, ursprünglich 4,5 Hektar großen Oberen See, ist heute nur noch kleiner Teil (0,02 ha) vorhanden. Vom Oberen See führt ein langer Zierkanal zur Kaskade, über die das Wasser in einen Bach fällt (1779, verändert 1785). Am Ufer des unteren Sees gibt es drei künstliche Berge, von denen zwei mit der Teufelsbrücke verbunden sind. Auf dem höchsten steht ein Aussichtsturm (1788–1790). Ein besonderer Blickfang ist die Rote Brücke am Nordende des Parks (1789/90). Sie wurde 1934, mit der Überführung der 1932 eingerichteten Fernverkehrsstraße 26 in die Baulast des Deutschen Reiches (F 26, R 26, heute B 26), versetzt, indem sie Stein für Stein abgetragen und etwa 20 Meter parkeinwärts an der heutigen Stelle wieder aufgebaut wurde. Über dem mittleren, etwas größeren ihrer drei Bögen befindet sich eine Reliefplatte mit Rankenornament. Die Brückenbrüstungen sind an ihren Stirnseiten mit Sphinx-Statuen geschmückt.
Die begrenzten Wasservorräte des Parks schränkten die Gestaltungsmöglichkeiten ein. Auch die Umleitung des Welzbachs reichte für die Speisung der Gewässer nicht aus. Ab Jahresbeginn 1868 wurde mit einer eigenen Saugdampfmaschine aus der Würzburger Eisengießerei und Maschinenfabrik Faßbender und Lossen Wasser aus dem Main in beide Seen des Parks gefördert. Dennoch blieb vom ehemaligen Oberen See aufgrund Wassermangels nur ein kleiner Rest übrig.

## Bauwerke

### Das Schlösschen

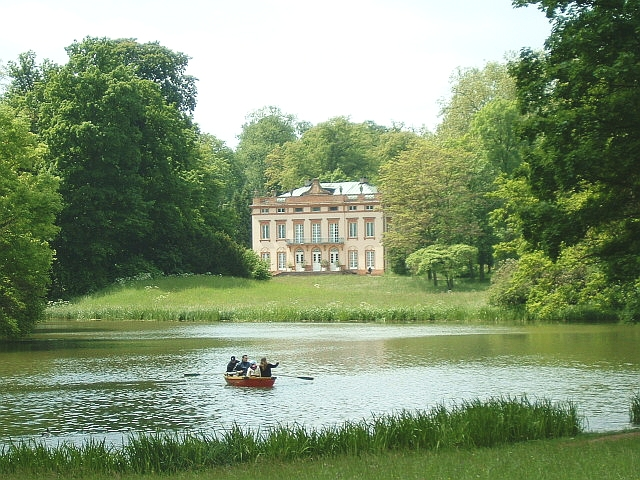
Schlösschen Schönbusch am See

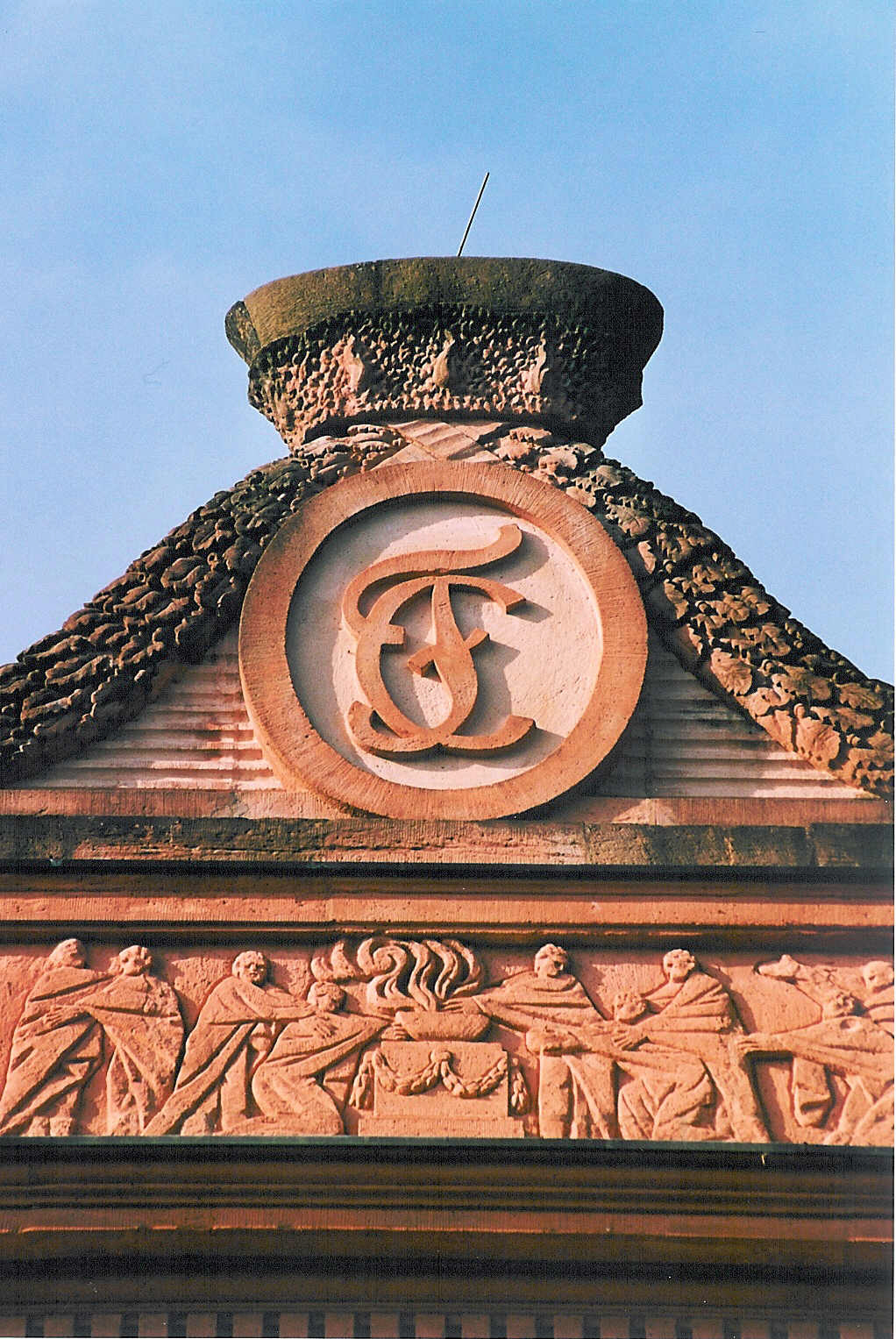
Giebelfassade des Kurfürstlichen Pavillons mit dem Monogramm seines Erbauers, Friedrich Carl von Erthal

Der im frühklassizistischen Stil von 1778 bis 1781 (Innenausbau bis 1787) errichtete Kurfürstliche Pavillon liegt unmittelbar am Unteren See und ist durch eine Sichtachse mit dem Stadtschloss Johannisburg verbunden. Es handelt sich um ein zweigeschossiges Gebäude mit rechteckigem Grundriss. Die nach Osten gerichtete Längsseite ist die Schauseite, sie wird durch einen Mittelrisalit leicht betont. Das niedrige Walmdach wird durch eine Balustrade verdeckt. Die zehn Räume sind im Louis-seize-Stil möbliert; der Zutritt ist im Rahmen von Führungen möglich. Unter den bayerischen Königen wurde der Bau ab dem 19. Jahrhundert Schloss Schönbusch genannt.

### Weitere Gebäude

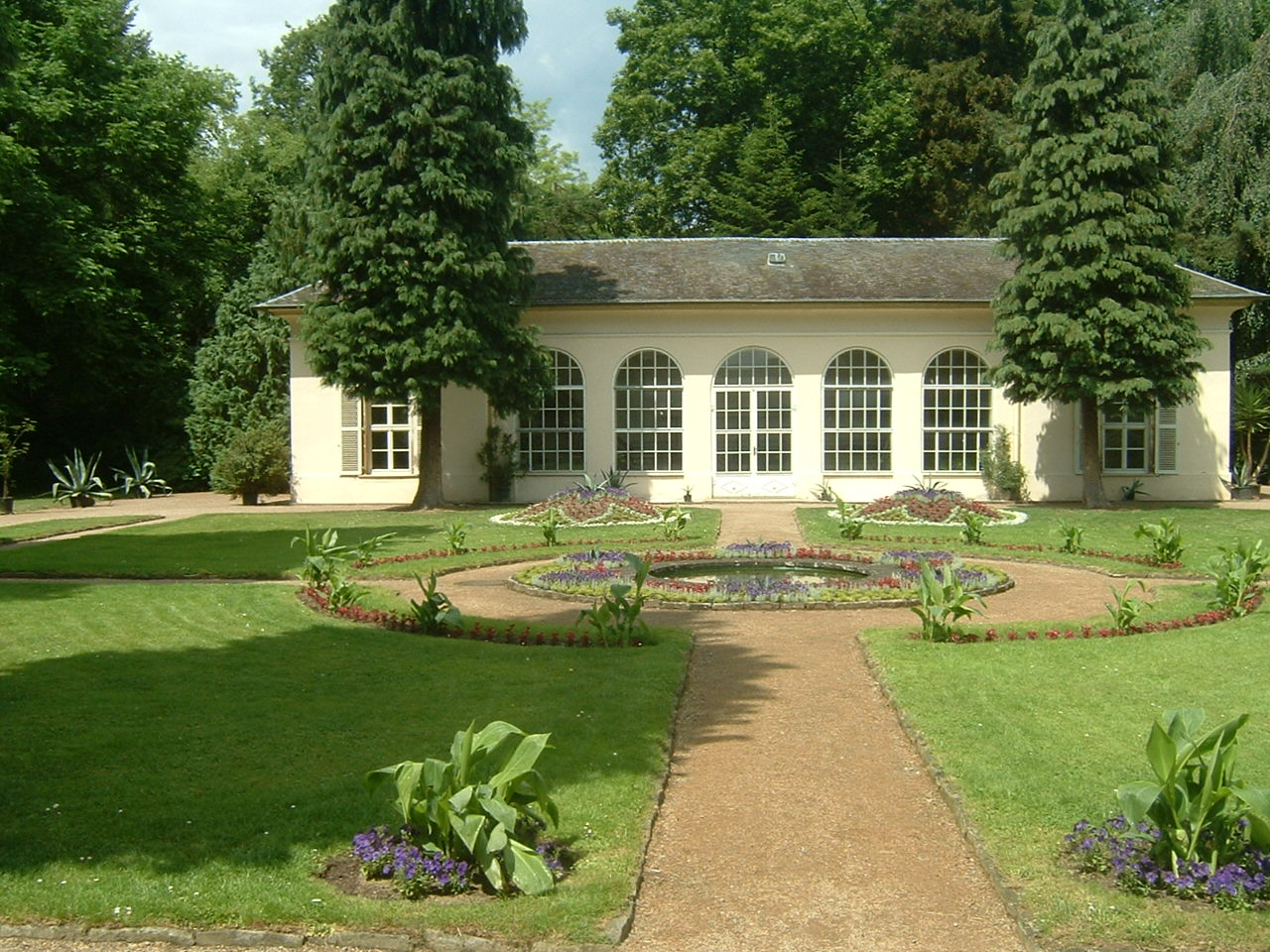
Orangerie

Im Eingangsbereich des Parks befindet sich ein Wirtschaftsgebäude (Küchenbau, 1781/83), das schon seit dem 18. Jahrhundert eine Gastwirtschaft mit einem Biergarten beherbergt. Das dahinter am Parkrand liegende Betriebsgebäude stammt aus dem Jahr 1960.
Im nordöstlichen Parkbereich befinden sich die Orangerie (1784/85), der Speisesaal (1787/89) und der Tanzsaal (1801/02).
Das Philosophenhaus, auch als Philosophenschule oder Philosophentempel bezeichnet, (1785/87) ist ein schlichter Bau über quadratischem Grundriss, mit an allen Seiten vorspringenden Risaliten, die von Dreiecksgiebeln bekrönt werden; das Zeltdach ist flach und schiefergedeckt. Durch seine Fensterchen sind auf Adlerkonsolen die Stuckbüsten von Philosophen zu erkennen, wie auch die kolossale Gruppe „Fortuna bei der Urne des Schicksals“ aus Stuckmarmor von Heinrich Philipp Sommer (aufgestellt 1811). Auf der Urne steht zu lesen: Fortuna favente sors iniqua mergitur. Salopp übertragen: Lacht dirs Glück, fällts Pech zurück. Allerdings fehlt über der Urne zwischen Daumen und Zeigefinger der sich gleichgültig abwendenden Fortuna das Pech, ursprünglich ein Würfel mit Fledermausflügeln.
Dem Freundschaftstempel (1786/89), einem würfelförmigen Tetrastylos mit zwei Stufen und Dreiecksgiebel, ist ein achteckiger Tambour mit Lünettenfenstern an drei Seiten und mit einem schiefergedeckten Kuppeldach aufgesetzt. Der Innenraum weist allegorischen Figurenschmuck auf, die Kuppel ist mit achteckigen, in Stuck ausgeführten Kassetten ausgelegt, die sich zur Kuppelmitte hin perspektivisch verkleinern.

### Staffagebauten

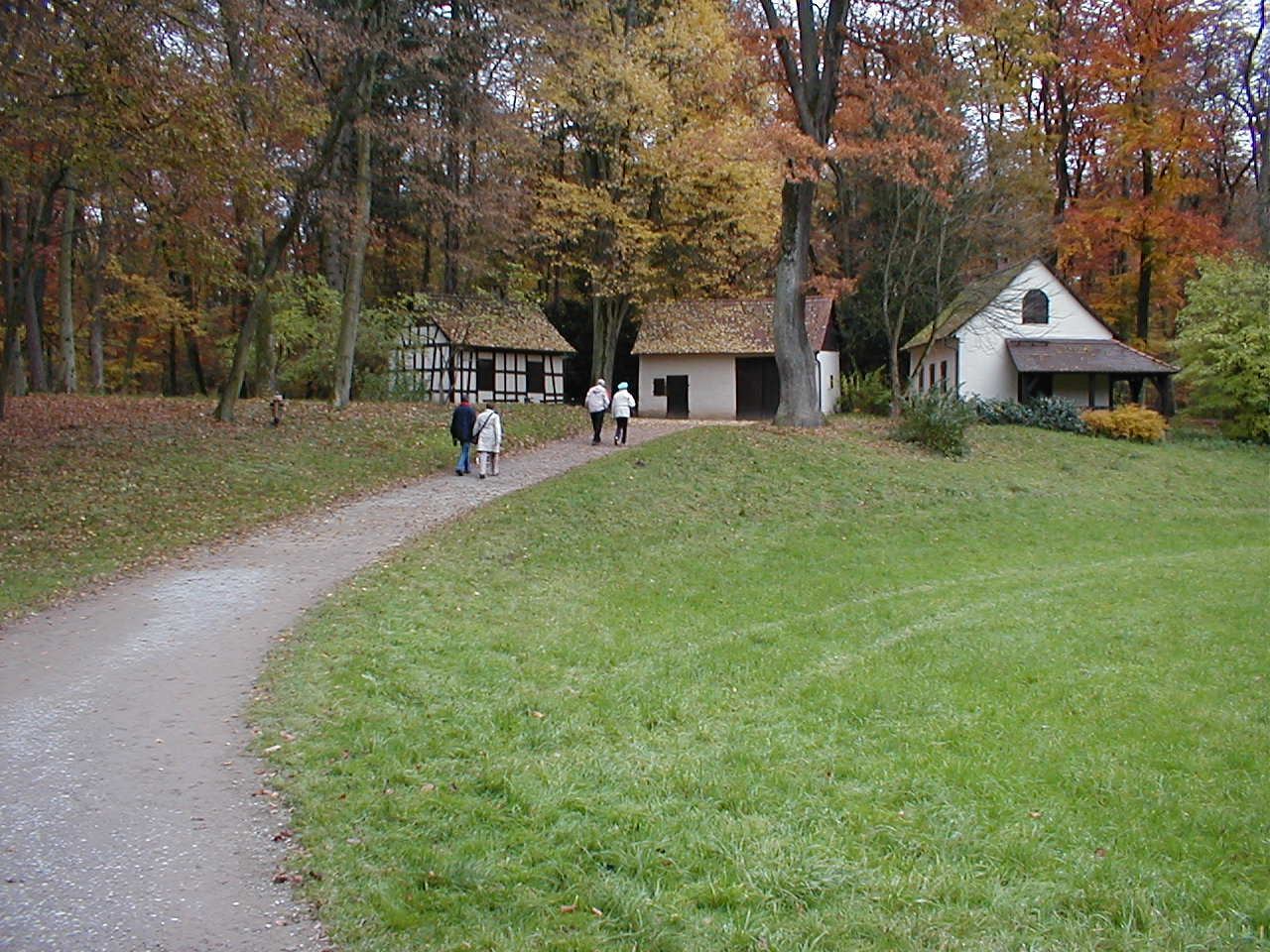
Die Wacht, Staffagebauten

In die halboffene Landschaft kunstvoll einbezogen sind die Gebäude des Dörfchens (1788/89), eine Gruppe kleiner Bauernhäuser, wie sie sich vergleichbar auch im Schlosspark Nymphenburg findet. Die Häuser wurden 1788 errichtet, das davon etwas abgerückte „Salettchen“ 1795/96. Eine weitere Gruppe von Hirtenhäusern wird die Wacht genannt und stammt von 1784/85. Vorbild für derartige Staffagen ist das Hameau im Park von Versailles.
Etwas oberhalb des Südwestufers des Unteren Sees steht unweit der Teufelsbrücke ein Aussichtsturm (1776–1790). Er war ursprünglich als ausgemauerter Holzfachwerkturm errichtet worden, musste aber 1867 wegen Baufälligkeit aus Steinen neu aufgemauert werden. Teile der hölzernen Innentreppe sind noch original erhalten. Seit 2010 wurde die Aussichtsplattform, die Brüstung und die Putzfassade denkmalgerecht rekonstruiert, sodass der Turm heute wieder in gutem Zustand ist und im Rahmen von Führungen besichtigt werden kann.
Am Südende des Unteren Sees befindet sich neben der Fichtensaalbrücke das Kotzerbrünnlein. Es ist in Sandstein ausgeführt und besteht aus einem würfelförmigen Sockel mit pyramidenförmigem Aufbau. Als Wasserspeier dient ein bronzener Löwenkopf.
Auch für die Unterkunft von Tieren wurden kleinere Gebäude errichtet. So ein Bienenstand (1776) mit pagodenartigen Dächern und acht Schwanenhäuser (1777). Aus der Zeit des Jagdparks existierten noch Fasanenhütten.
Kleinere Staffagen befanden sich im Tal der Spiele: Es handelte sich um ein Caroussel, den Aschaffenburger „Maulaff“, ein Schaukelspiel, ein Kegelspiel und einen hölzernen Vogel (Spiel zum Vogelschießen). Diese ortsfesten Spielgeräte sind bereits 1777 nachweisbar.

## Spätere Ergänzungen

### Der Irrgarten

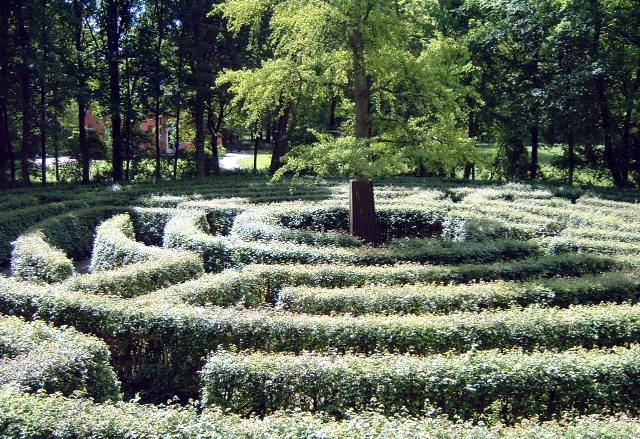
Irrgarten

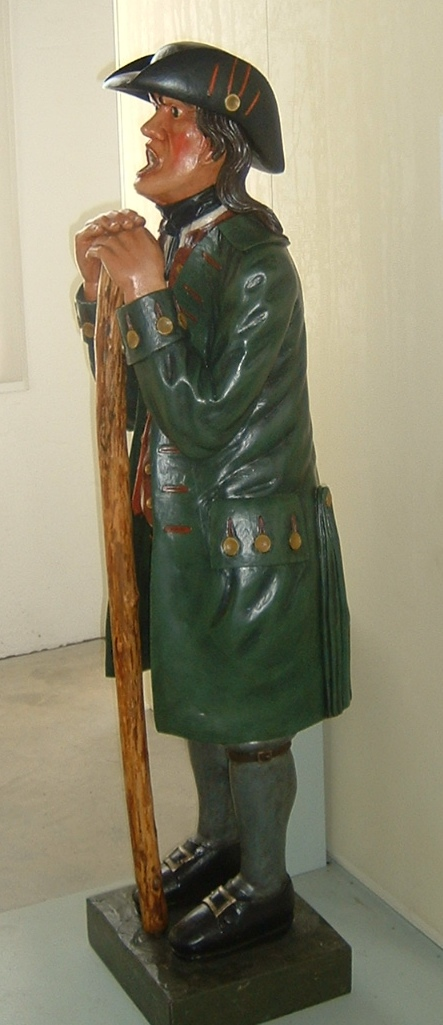
„Maulaff“, hölzerne Spielfigur aus dem Park von 1778

Der Hecken-Irrgarten im Park Schönbusch ist eine runde Sieben-Gang-Anlage, in deren Ziel sich ein Fächerblattbaum (Ginkgo biloba L.) befindet. Der Irrgarten entstand Ende der 1820er Jahre. 1898 wurde er neu angelegt. Um 1930 befanden sich zwei Buchen im Zentrum, die Hecken bestanden zu dieser Zeit aus Hainbuche und Flieder. Die Anlage wurde 1948 in Feld-Ahorn (Acer campestre L.) erneuert und dabei im Durchmesser vergrößert. 2006 wurde damit begonnen, den Irrgarten unter Beibehaltung des Wegesystems in Hainbuche (Carpinus betulus L.) neu zu pflanzen.

### Das Siebolddenkmal
Der vom Aschaffenburger Verschönerungsverein angeregte und von Michael Wagmüller geschaffene Gedächtnisstein mit der Marmorbüste des Hofgärtners Christian Heinrich Siebold wurde am 6. Juni 1880 enthüllt. Das Denkmal erinnert an das über drei Jahrzehnte bis zu seinem Tod im Jahr 1876 währende Wirken Siebolds im Park Schönbusch.

### Der neue Parkteil
Im Südosten schließt sich ein 1974 neu geschaffener Parkbereich an, der den historischen Park über ein Industriegleis hinweg in ähnlicher Form bis zur Großostheimer Straße bzw. zum Nilkheimer Hof mit seinen Parkanlagen fortsetzt. Gegenüber dem Nilkheimer Hof befindet sich die bereits 1720 an der Stelle eines Vorgängerbaues errichtete Nilkheimer Kapelle.

## Wissenswertes
Der Park Schönbusch ist von der Aschaffenburger Altstadt zu Fuß oder mit dem Fahrrad am besten über die 2,2 km lange Kleine Schönbuschallee zu erreichen. Außerdem gibt es von der Innenstadt aus die Busse der Linien 3 (Leider – Stockstadt) und 6 (Nilkheim) sowie die direkte Zufahrt über die Bundesstraße 26. An der Einfahrt zum Schönbusch befinden sich kostenlose Parkplätze in ausreichender Zahl. Nahe dem Eingang zum Park befindet sich ein Restaurant sowie ein Biergarten.
Für den erfolgten Ausbau der am Schönbusch entlangführenden Bundesstraße 26 lief ab 2012 ein Planfeststellungsverfahren, in dem anfangs eine etwa vier Meter hohe Schutzwand zur Minderung der Lärm- und Schadstoffemissionen entlang des Schönbusches vorgesehen war. Aufgrund von vorgebrachten Anregungen und Bedenken wurde diese Schutzwand nicht ausgeführt
Im Besucherzentrum, das sich im Küchenbau der Orangerie befindet, informiert eine Ausstellung über die Geschichte des Schönbuschs.

## Literatur

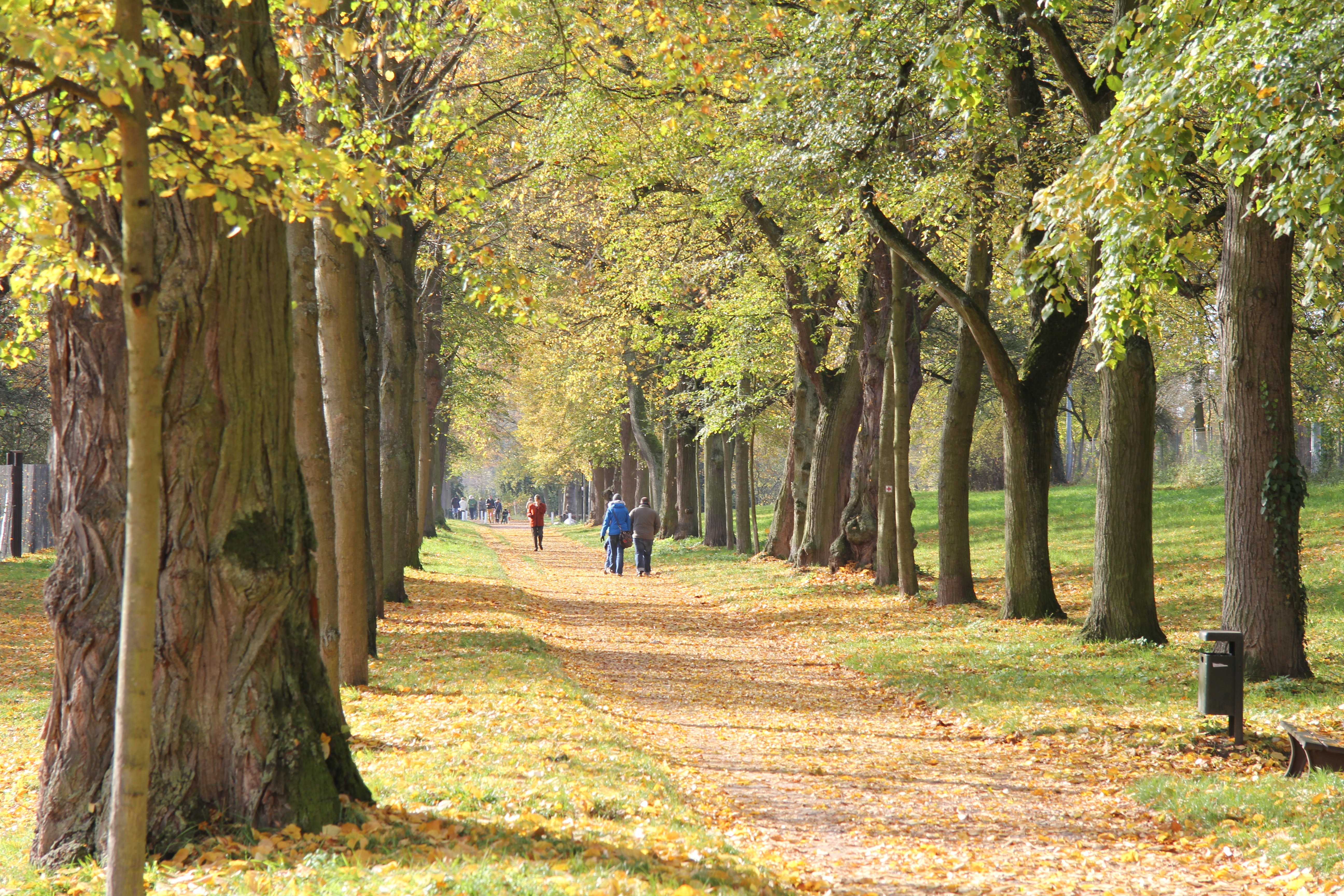
Allee
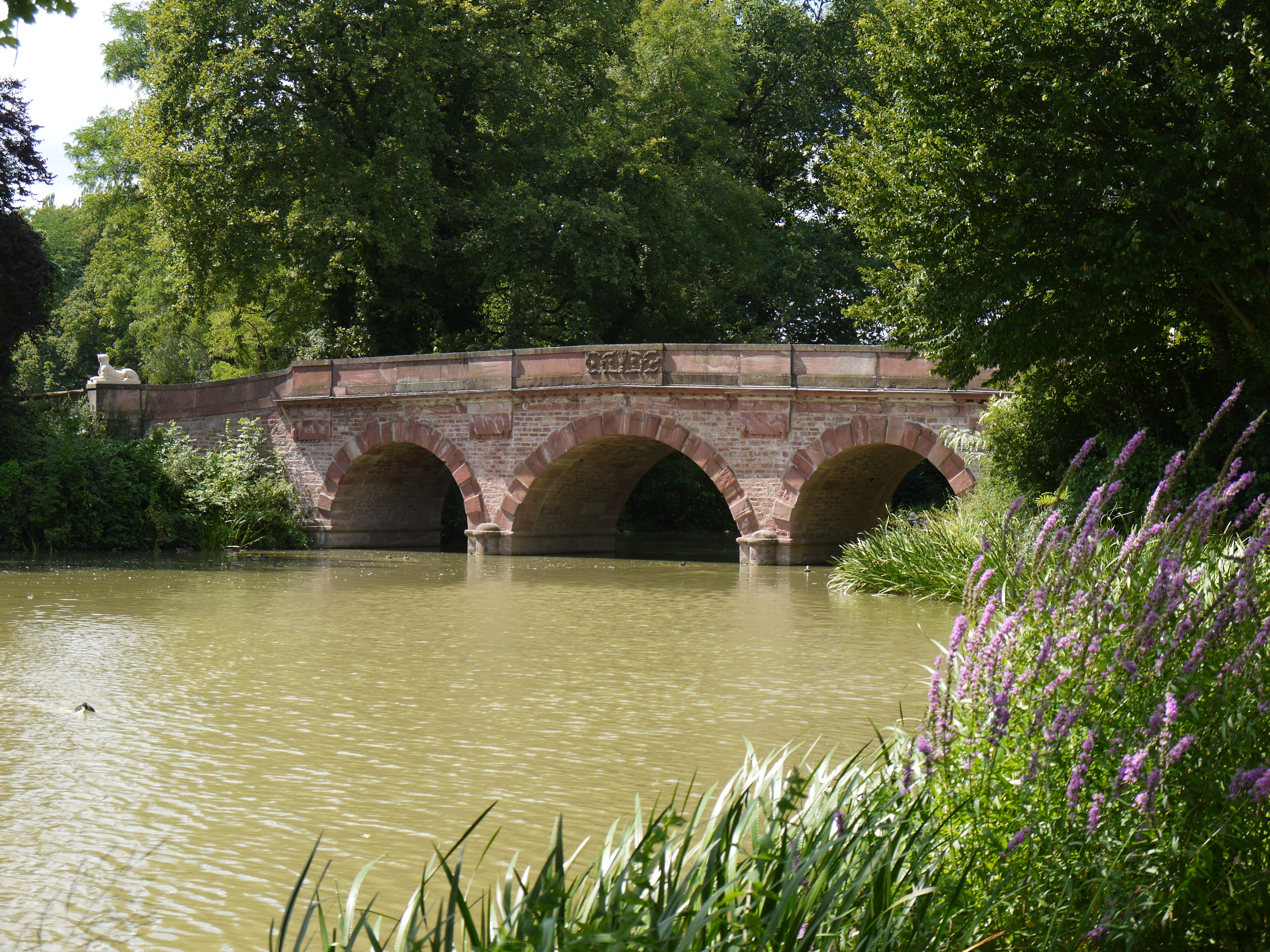
Rote Brücke
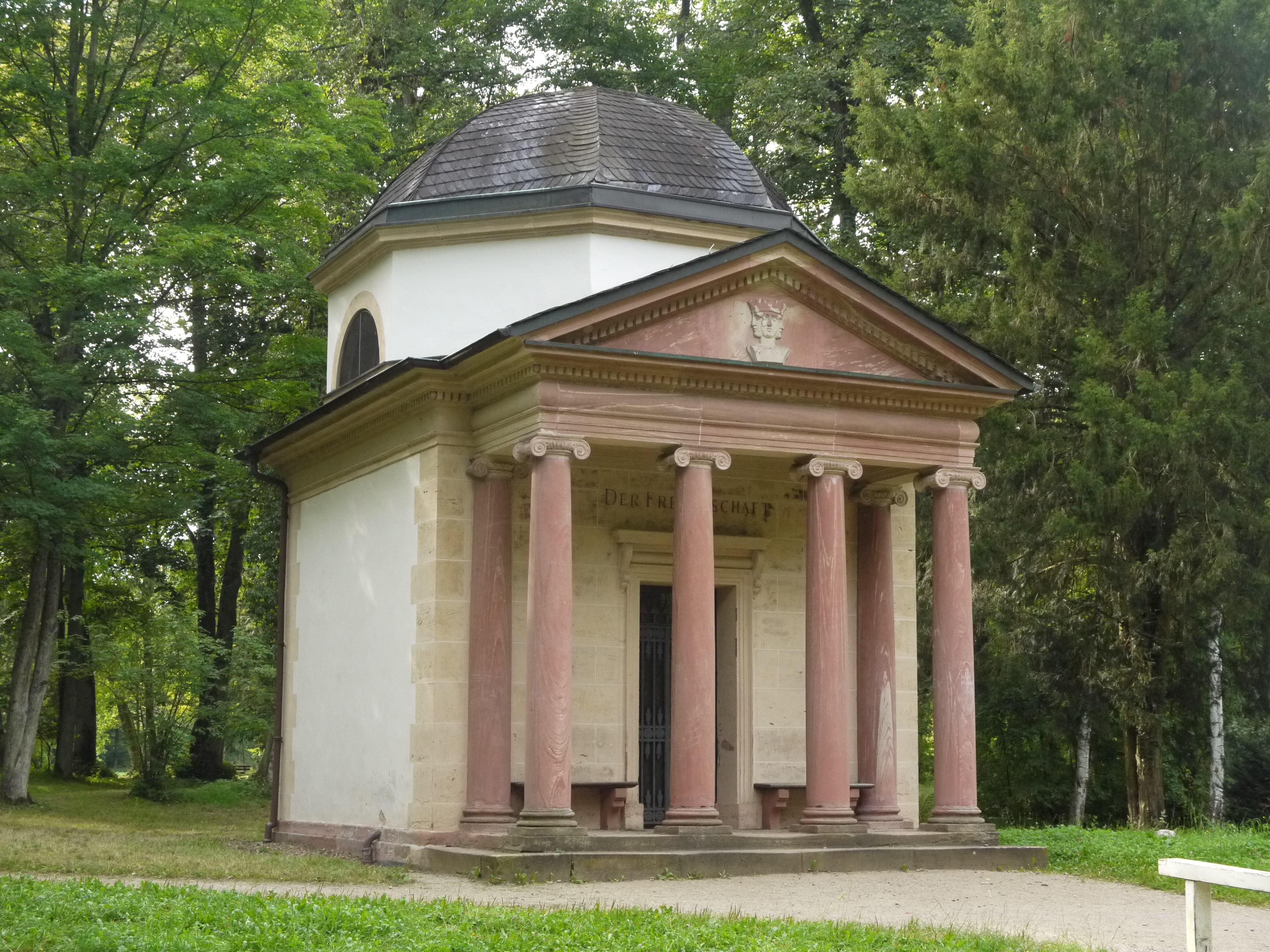
Freundschaftstempel
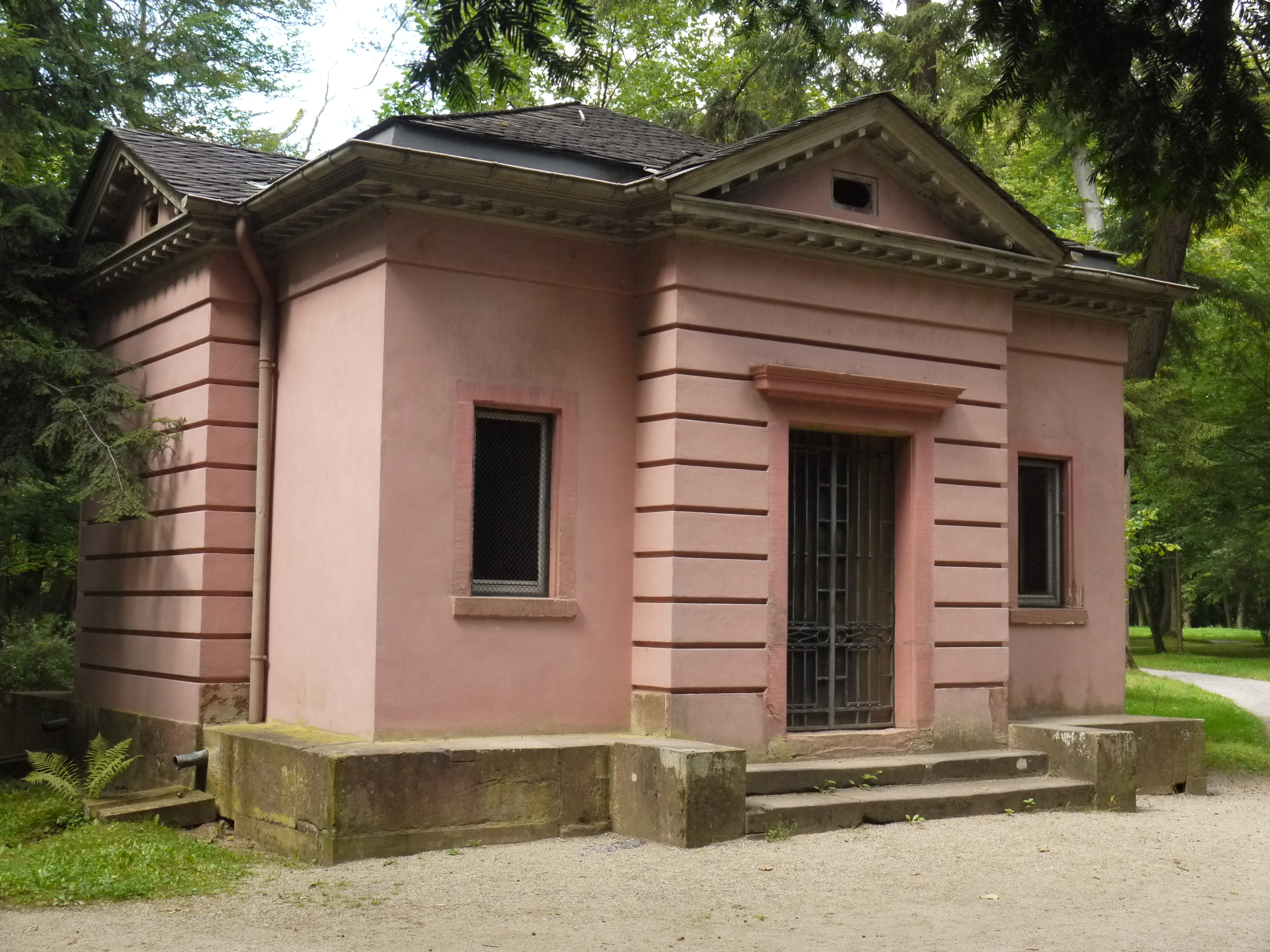
Philosophenhaus
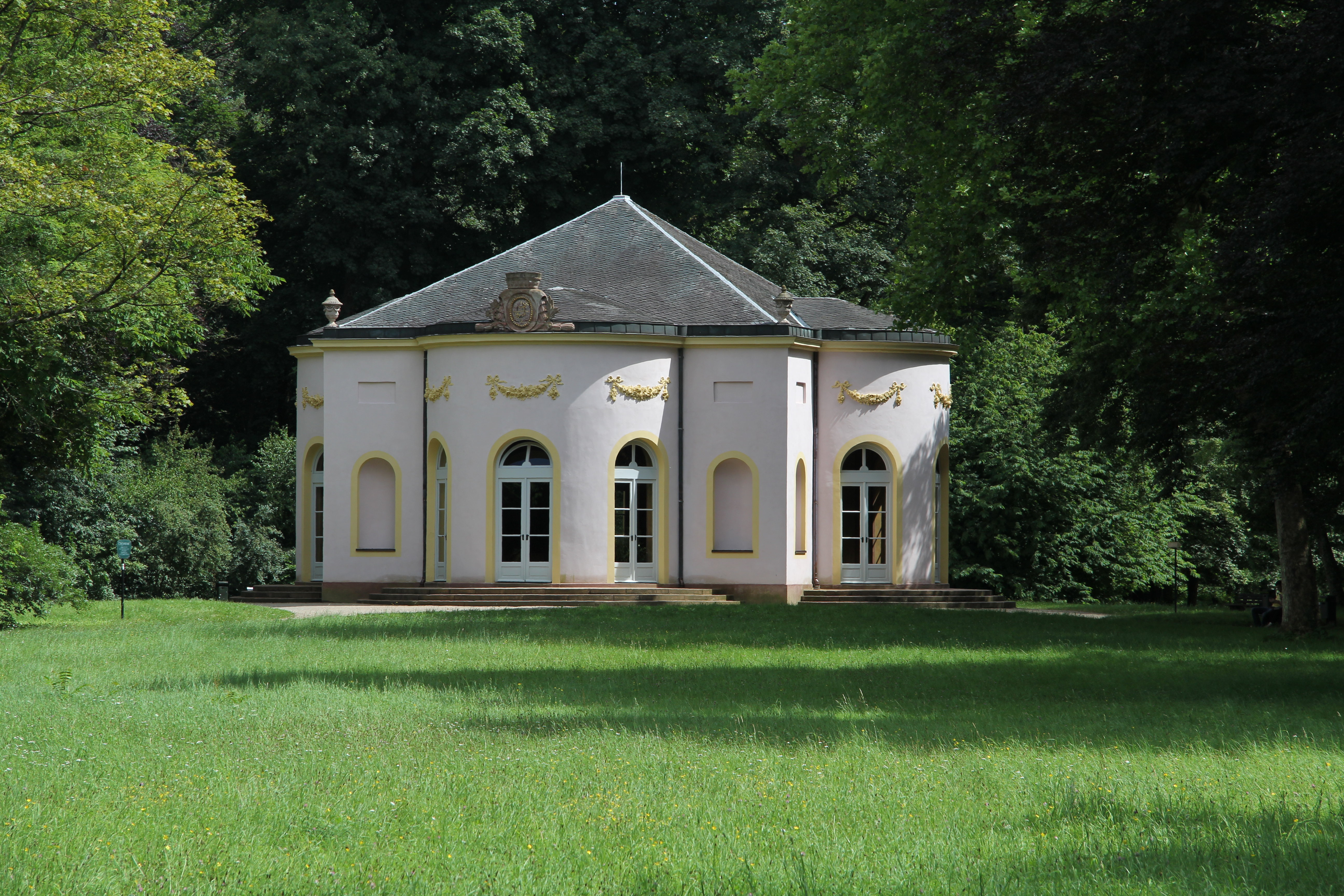
Speisesaal
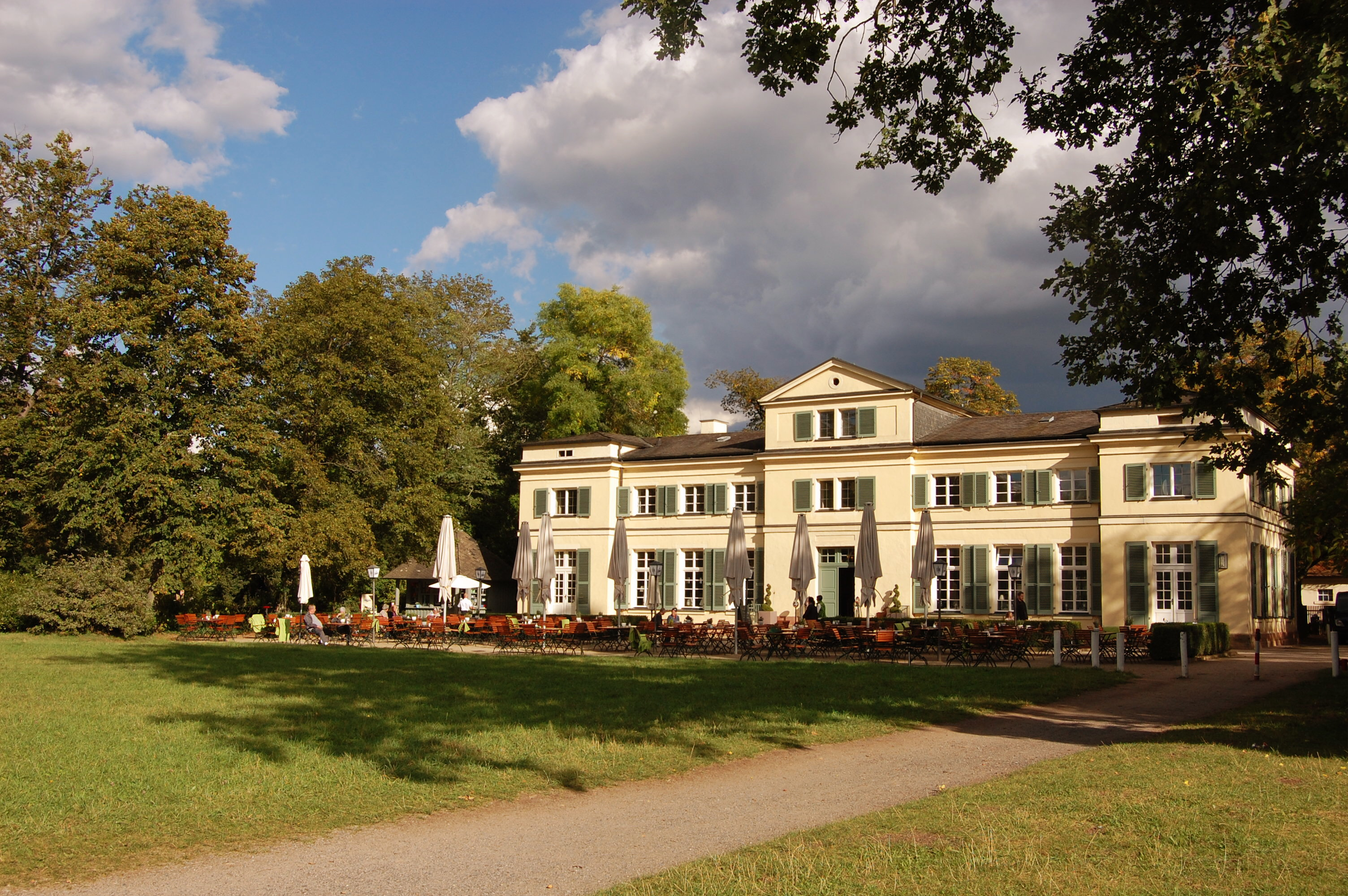
Wirtschaftsgebäude